# روكا بييتوري
روكا بييتوري (بالإيطالية: Rocca Pietore) هي بلدية في مقاطعة بلونة، منطقة فنيتة بشمال شرق إيطاليا.
تقع على بعد 160 كيلومترًا (99 ميلًا) شمال البندقية، و40 كيلومترًا (25 ميلًا) شمال غرب بلونة.